# Charlotte Hope
Charlotte Hope (15 de octubre de 1991) es una actriz británica. Es más conocida por haber interpretado a Myranda en la serie Juego de tronos y por su papel de Catalina de Aragón en La princesa de España, en 2019.

## Carrera
En 2011 obtuvo un pequeño papel en la película Les Misérables, donde interpretó a una trabajadora de la fábrica.
En 2013 se unió al elenco recurrente de la quinta temporada de la serie Game of Thrones, donde interpretó a Myranda, la amante del peligroso Ramsay Bolton (interpretado por Iwan Rheon), hasta 2015, después de que su personaje fuera asesinado por Theon Greyjoy (encarnado por Alfie Allen).
En 2014 apareció como invitada en la segunda temporada de la serie The Musketeers, en el papel de Charlotte Mellendorf, una joven que le pide al rey Luis XIII (interpretado por Ryan Gage) misericordia por la vida de su padre, el conde Mellendorf (encarnado por Roger Ringrose), luego de que éste fuera acusado erróneamente de intentar matar a la reina.
Ese mismo año apareció en la película La teoría del todo, donde interpretó a Philippa Hawking, la hermana menor de Stephen Hawking (interpretado por Eddie Redmayne).
En 2015 apareció en la película North v South, donde interpretó a Willow Clarke.
Ese mismo año apareció en el video musical "Beautiful to Me", de Olly Murs.
En 2019 fue seleccionada para aparecer en la miniserie The Spanish Princess, en el rol de Catalina de Aragón, reina consorte de Inglaterra desde 1509 hasta 1533, como la primera esposa del rey Enrique VIII de Inglaterra, y madre de María I de Inglaterra.

## Filmografía

### Televisión
| Año       | Título               | Papel                  | Notas                        |
| --------- | -------------------- | ---------------------- | ---------------------------- |
| 2020      | The English Game     | Margaret Alma Kinnaird | 6 episodios                  |
| 2019-2020 | The Spanish Princess | Catalina de Aragón     | Miniserie                    |
| 2013-2016 | Juego de tronos      | Myranda                | 8 episodios                  |
| 2014      | Vera                 | Saskia Barnes          | Episodio: "The Deer Hunters" |
| 2014      | The Musketeers       | Charlotte Mellendorf   | 2 episodios                  |
| 2013      | Whitechapel          | Josie Eagle            | 2 episodios                  |
| 2013      | Law & Order: UK      | Holly Leigh            | Episodio: "Fatherly Love"    |
| 2013      | Love & Marriage      | Alice                  | Episodio: "Who's the Boss?"  |
| 2012-2013 | Holby City           | Elinor Campbell        | 3 episodios                  |
| 2012      | Some Girls           | Jenny                  | Episodio # 1.4               |
| 2012      | Doctors              | Niamh Curram           | Episodio: "Full Time"        |
| 2011      | Waking the Dead      | Abigail Harding        | 2 episodios                  |
| 2010      | Missing              | Caitlin Morgan         | Episodio # 2.9               |
| 2010      | Casualty             | Ava Dunlop             | Episodio: "A Day in a Life"  |

### Cine
| Año  | Título             | Papel             | Notas |
| ---- | ------------------ | ----------------- | --- |
| 2018 | La monja           | Hermana Victoria  | Junto a Taissa Farmiga, Demián Bichir y Bonnie Aarons                                                              |
| 2016 | A United Kingdom   | Olivia Lancaster  | Junto a Rosamund Pike, Tom Felton, Jack Davenport, Jack Lowden, Laura Carmichael y Jessica Oyelowo                 |
| 2015 | North v South      | Willow Clarke     | Junto a Freema Agyeman, Keith Allen, Steven Berkoff, Oliver Cotton y Bernard Hill                                  |
| 2014 | Testament of Youth | Betty             | Junto a Alicia Vikander, Kit Harington, Colin Morgan, Taron Egerton, Dominic West, Emily Watson y Hayley Atwell    |
| 2014 | La teoría del todo | Philippa Hawking  | Junto a Eddie Redmayne, Felicity Jones, Harry Lloyd, Alice Orr-Ewing, David Thewlis, Emily Watson y Simon McBurney |
| 2012 | Les Misérables     | Joven trabajadora | Junto a Hugh Jackman, Russell Crowe, Anne Hathaway, Amanda Seyfried, Helena Bonham Carter y Eddie Redmayne         |

### Videojuegos
| Año  | Título            | Papel  | Notas                           |
| ---- | ----------------- | ------ | ------------------------------- |
| 2013 | Ryse: Son of Rome | Oracle | Prestó su voz para el personaje |

### Videos musicales
| Año  | Artista   | Canción           | Notas                        |
| ---- | --------- | ----------------- | ---------------------------- |
| 2015 | Olly Murs | "Beautiful to Me" | Apareció en el video musical |